# Aldrig en EG
Aldrig en EG är ett musikalbum av den svenska trallpunkgruppen M.I.D. från Bollnäs. Albumet släpptes 1993.

## Låtlista
1. Två juck
2. Ska vi prata eller dricka
3. Fjorton år
4. Rattfylla
5. Hjärnskrynklar Ture
6. Ågren låg brevé
7. Heligt krig